# Archiv der Erzdiözese Salzburg
Das Archiv der Erzdiözese Salzburg befindet sich im Kardinal-Schwarzenberg-Haus am Kapitelplatz in der Salzburger Altstadt. Es verwahrt die Registraturen des Konsistoriums im ehemaligen Erzstift Salzburg und der Ämter des erzbischöflichen Ordinariates seit der Säkularisation. Die Bestände reichen vom 12. Jahrhundert bis in die Gegenwart. Da das Archiv auch die Archive der ca. 220 Pfarren und Seelsorgestellen der Erzdiözese Salzburg betreut, erfüllt es zugleich die Funktion eines Diözesanarchivs.

## Die Anfänge – das Hauptarchiv
Das älteste Archiv der Salzburger Erzbischöfe verwahrte die wertvollsten kirchlichen Dokumente (Urkunden, Konzepte, Kopialbücher etc.) gemeinsam mit dem Kirchenschatz in der erzbischöflichen Kammer. Es wurde als Geheimarchiv oder Hauptarchiv bezeichnet, die Leitung hatte ab dem 14. Jahrhundert ein Kammermeister. Die Anfänge eines Archivs waren jedoch bescheiden. Erst nach den Unruhen des Bauernkrieges im Jahr 1525, in dem größere Bestände (v. a. Urbarien) zerstört worden waren, wurde das bisher willkürlich zusammengetragene Archivgut geordnet und die ersten Findbücher (1525–1560) angelegt. Da der Erzbischof nicht nur der Metropolit, sondern auch der Landesherr war, fiel hier Schriftgut zu geistlichen, staatlichen und wirtschaftlichen Angelegenheiten an, das nun getrennt aufbewahrt wurde.
Das erzbischöfliche Archiv befand sich seit dem Mittelalter in der Residenz, seit dem Ende des 17. Jahrhunderts dann im sog. „Residenz-Neubau“. Es wurde zunächst von zwei Hofräten nebenamtlich betreut, dann durch den Registrator der Hofkanzlei. Seit 1756 beschäftigte man eigene „Geheime Archivare“. Nach der Errichtung der Zentralbehörden (Hofrat, Hofkammer, Kriegsrat, Konsistorium) an der Wende zum 17. Jahrhundert unterstand dieses Archiv der Hofkanzlei. Hier formten sich im Laufe der nächsten Jahrhunderte umfangreiche Bestände. Neben diesem „Haupt- oder Altarchiv“ entstanden aber auch Teilregistraturen und -archive einzelner Oberbehörden (Hofrat, Lehenstube, Domkapitel), die sich separat davon entwickelten. Daneben bildete sich auch die „Geheime Registratur“, die die laufenden Amtsgeschäfte der Erzbischöfe abzuwickeln hatte, allmählich zu einem zweiten Archiv aus, da es nur zögerlich zu Aktenabgaben kam.
Mit der Abtretung des Wiener Neustädter Distrikts (1782) und der Errichtung je zweier Bistümer in der Steiermark (Seckau-Graz und Leoben) und in Kärnten (Gurk-Klagenfurt und Lavant) kam es zu den ersten Archivalienabgaben aus dem Hauptarchiv an die dortigen Behörden.
1791 wurden die vorhandenen Archivalien im Rahmen einer kompletten Neuordnung erschlossen und repertorisiert (4 Hauptgruppen: Archiepiscopatus Salisburgensis et Metropolitica, Episcopatus seu Dioecesis Salisburgensis, Extranea, Miscellanea). Die Ordnung war jedoch aufgrund der bald folgenden Kriegseinwirkungen und der Säkularisation des Erzstifts (1803) nicht von Dauer. Zahlreiche Flüchtungen und Extradierungen von Archivgut waren die Folge, Verluste blieben nicht aus. Die Zeit des Kurfürstentums Salzburg (1803–1805) brachte nicht nur einen Zuwachs an Aktenmaterial durch die territoriale Erweiterung des Landes (Berchtesgaden, Eichstätt), sondern führte auch zu einer Trennung der geistlichen und weltlichen Bestände, wobei letztere an die oberste Justizbehörde abgegeben wurden.

## Die Entwicklung des Archivs im 19. und 20. Jahrhundert
Auch die wechselnde Eingliederung Salzburgs in die Habsburgermonarchie (1806–1809, dann ab 1816 endgültig) und in das Königreich Bayern (1810–1816) hatte den Verlust von großen Teilen des erzbischöflichen Archivs zur Folge. Die wertvollsten Bestände des Hauptarchivs, u. a. die ältesten Urkunden und Codices, aber auch ein Großteil des domkapitlischen Schriftguts, wurden nach Wien und nach München verbracht. Aktenauslieferungen waren auch mit der Abtretung des ehemals salzburgischen „Rupertiwinkels“ an Bayern verbunden.
Seit der endgültigen Angliederung Salzburgs an Österreich und der Errichtung eines selbständigen Kronlandes (1850) kam es für das Archivwesen zunächst zu keiner besonderen Veränderung. Der verbliebene Rest an Archivgut mit überwiegend geistlichem Inhalt wurde durch den Zuwachs an Akten der diözesanen Ämter laufend ergänzt. Das Archiv war im erzbischöflichen Palais untergebracht.
Aufgrund der Kriegseinwirkungen während des Zweiten Weltkrieges kam es zu häufigen Auslagerungen im Gebiet von Stadt und Land Salzburg. Die Schäden hielten sich dadurch in Grenzen, lediglich durch die Bombardierung des Salzburger Domes (1944) und unsachgemäße Lagerung des Archivguts waren Verluste zu beklagen.
In den Jahren 1955–1967/68 kam es zu einer mühsamen Rückführung und Neuverzeichnung der Bestände. Diese wurden als unverschachtelte Bündel (Faszikel) in 24 Kästen mit je 108 Fächern einer Kompaktanlage untergebracht, nach Pertinenzen (Sachbetreffen) geordnet und durch einen Findbehelf in Form von Karteikarten erschlossen. Spätere Archivalienzuwächse wurden in mehreren Außendepots verwahrt.

## „Neues Leben in alten Mauern“ – das Archiv im 21. Jahrhundert
Seit Mai 2006 befindet sich die nunmehr als „Archiv der Erzdiözese Salzburg“ bezeichnete Einrichtung im Kardinal-Schwarzberg-Haus, einem modernen Anforderungen entsprechendem Archivbau. Nachdem bereits in den 1990er Jahren die Idee entstanden war, den ehemaligen Kornspeicher des Domkapitels aus dem 17. Jahrhundert als „Kulturspeicher“ zu adaptieren, um den beengten Platzverhältnissen im „Konsistorialarchiv“ Abhilfe zu schaffen, erfolgte nach Jahren der Bauplanungen und -verhandlungen am 2. September 2003 die Grundsteinlegung für den Umbau. Bereits im Herbst 2005 konnte das Gebäude, das von Architekt Flavio Thonet geplant und in archivbautechnischen Fragen von Hermann Rumschöttel, Generaldirektor der Staatlichen Archive Bayerns, betreut wurde, seiner Bestimmung übergeben werden. Die feierliche Eröffnung und Weihe durch Erzbischof Alois Kothgasser fand dann am 12. Mai 2006 statt.
Das Archiv ist nach der so genannten „Ein-Haus-Lösung“ gestaltet, d. h. alle erforderlichen Funktionsbereiche sind unter einem Dach untergebracht. Nun stehen fünf Magazine auf drei Stockwerken mit einer Fläche von 2.000 m² für die dauerhafte Lagerung von 9.600 Laufmeter Schriftgut zur Verfügung.